# Козак, Виталий Владимирович
Вита́лий Влади́мирович Коза́к (укр. Віталій Володимирович Козак) — украинский военнослужащий, майор, участник российско-украинской войны. Герой Украины (2024).

## Биография
Виталий Козак служит в Центре специальных операций «Альфа» Службы безопасности Украины. В ходе российского вторжения в Украину проявил личное мужество и героизм при защите государственного суверенитета и территориальной целостности Украины.

## Награды
- Звание «Герой Украины» с удостоением ордена «Золотая Звезда» (22 марта 2024) — за личное мужество и героизм, проявленные в защите государственного суверенитета и территориальной целостности Украины, верность военной присяге[1].